# Hr-skyline

hr-skyline — немецкая радиостанция Гессенского радиовещания, работавшая с 1998 по 2004 годы. Основу сетки вещания составляли информационные программы на экономическую тематику: для подчёркивания своей важности студия радиовещания располагалась в небоскрёбе Майнтауэр (бизнес-район Франкфурта) на 54-м этаже. В августе 2004 года её сменила радиостанция hr-info, которая ввела программы на тематику культуры и спорта.